# Polystachya cribbiana
Polystachya cribbiana là một loài thực vật có hoa trong họ Lan. Loài này được Geerinck miêu tả khoa học đầu tiên năm 1980.